# Ljutomer
Ljutomer (izgovarjava [ˈljuːtɔmɛɾ] (); nemško Luttenberg, prekmursko Lutmerk, prleško Lotmerk) je mesto v Prlekiji s 3.344 prebivalci (2020) v severovzhodnem delu Slovenije. Je središče Prlekije ("Prleška prestolnica") in Občine Ljutomer in je že stoletja najbolj razvito mesto v regiji. Mesto je poznano po prvem slovenskem taboru, ki se je odvijal avgusta leta 1868, in kasaškem športu, ki ima stoletno tradicijo (kasaške dirke; pasma konj Ljutomerski kasač).

## Lega in geografija
Mesto se nahaja v osrčju Prlekije (skrajni rob Štajerske) in meji na Prekmurje in Hrvaško. Skozi mesto teče reka Ščavnica, ki se pri Razkrižju izliva v reko Muro. Območje obsega del Panonske kotline, ki je s svojimi kvartarnimi naplavinami in sedimenti pripomogla k razvoju regije in celotnega območja. Geografsko je območje povezano z Madžarsko in celotno Transdanubijo. Zaradi podobnih kamnin so se razvile tudi podobne panoge. Ob robu Prlekije (Ljutomera) se nahaja hribovito območje iz terciarnih laporjev in gline, ki je pomembno vinorodno območje Slovenije, s središčem v Jeruzalemu. Pomembno je na razvoj mesta vplivala regulacija Ščavnice in izgradnja Gajševskega jezera, ki je preprečilo številne poplave iz preteklosti. 
Mesto se nahaja ob več regionalnih cestah, ki ga vežejo z Radenci in Gornjo Radgono proti severu, z Ormožem proti jugu, Lendavo proti vzhodu in Ptujem proti jugozahodu in je tako pomembno cestno vozlišče. Prebivalci se večinoma ukvarjajo s sekundarnimi panogami, čeprav v novejšem času prednjačijo terciarne (storitve, turizem). V mestu je nekaj podjetij: Krka, Murales in številna druga. 
Mesto ima tudi eno najuspešnejših gimnazij v Sloveniji - Gimnazijo Franca Miklošiča Ljutomer, ki privablja številne dijake s širšega območja.

## Zgodovina
Zgodovina tega območja se začenja s halštadsko kulturo (po kraju Hallstatt v Avstriji), ki je bila razširjena na tem območju (vse do Eisenstadta).
Naselje je že skozi stoletja imelo pomembno geografsko lego na stičišču pomembnih prometnih poti. V času rimskega imperija je tukaj blizu potekala pomembna trgovinska pot Poetovio-Halicanum, med Obudo (sedaj del Budimpešte) in Italijo, ob njej je stala naselbina Ad vicesimum. Večinoma so trgovali s soljo, vinom in začimbami, ki so jih prodajali v provinci Pannonii (superior in inferior).
Po padcu Obude in s tem tudi Pannonie se je meja Rima pomaknila na to območje. Okrožje Ljutomera je pristalo pod naslednjo novo tvorbo Spodnjo Panonijo, (središče pri Kesthelyu - Zala) To je bil tudi čas preseljevanja ljudstev. Zlasti je vplivala preselitev Langobardov v Benečijo (568), ki je omogočila prihod Avarov in Slovanov na območje Prlekije. Tako je tukaj imela vpliv Samova plemenska zveza, ki je segala vse do Dunajskega Novega mesta. Ampak po padcu Karantanije pod Karla Velikega se je celotno območje pridružilo državi Karolingov, ki so tukaj ostali do prihoda Madžarov (Ogrov) v Panonsko kotlino (889 - Arpad). Po delitvi imperija na tri dele (Verdunska pogodba iz leta 843) je Prlekija prešla pod vpliv Salzburga in Regensburga.
Kraj se prvič omenja leta 1249 kot Luetenberch. Bil je deželnoknežja last. Že leta 1265 dobi tržne pravice z lastnim sodiščem. Leta 1348 se omenja stanovanjska ulica kot zametek naselbine ob grajskem griču. Grajski stolp se posredno omenja leta 1328 kot Hausperch, leta 1365 pa kot veste Lutenberg. Leta 1447 je pogorel. Leta 1442 je kraj dobil enake pravice kot Radgona. Že v srednjem veku je slovel po vinu ljutomerčanu. V okolici so imeli vinograde gospodje Viltuški, grofje Celjski, salzburški nadškofje, itd. Prebivalci so bili večinoma obrtniki organizirani v cehe: leta 1602 lončarji, 1638 kovači, od 18. stoletja čevljarji.
Turški vpadi v letih 1479, 1531, 1562, 1600, 1601 in 1704 so kraj opustošili in oropali. Sledili so vpadi Krucov leta 1704, ki so trg zažgali in oplenili. V hudem požaru leta 1828 je zgorela dobra polovica naselja.
Obdobje Avstro-Ogrske je dalo nov razvoj regiji. Zlasti številni veljaki so odhajali na študij na Dunaj (Franc Miklošič). Tudi izgradnja železnice Dunaj - Trst je dala nov zagon regiji. Po letu 1848 se je Ljutomer začel razvijati v upravno-politično in kulturno središče Prlekije. Ob koncu 19. stoletja je bilo območje prvo prizorišče slovenskega tabora - gibanja mladoslovencev in sicer leta 1868.
Po Aussgleichu in koncu prve svetovne vojne pa je bilo območje mejna regija Države Slovencev, Hrvatov in Srbov (Države SHS) (1. december 1918). V obdobju med obema vojnama so se številni prebivalci odseljevali iz regije (predvsem v Nemčijo). Leta 1927 dobi kraj mestne pravice. Industrializacija je odprla številne obrate v mestu, zlasti na severu okoli Kolodvora oz. Železniške postaje Ljutomer (severno od Ščavnice oz. njenega severnejšega umetnega razbremenilnega kanala). Bližje središču mesta je še Železniško postajališče Ljutomer mesto. Izrazitejše (ločeno) naselje stanovanjskih hiš, ki je nastalo po 2.svetovni vojni, je Kidričevo naselje ob Kidričevi ulici na jugu, okoli katerega je mdr. polkrožno speljana železniška proga. Ljutomer je tako sedaj najpomembnejše mesto celotne Prlekije in s svojimi 4500(?) prebivalci predstavlja pomembno središče na severovzhodu Slovenije.
Prvi arhitekt mesta Ljutomer, Štefan Baler (arhitekt) je dal Ljutomeru sodobno mestno podobo, ki se prepleta s prleško tradicijo. Bil je glavni urbanist mesta Ljutomer, ki je vso svojo 40-letno kariero posvetil razvoju mesta in širše regije. Je ustanovitelj prvega arhitekturnega biroja DOMUS PROJEKT v Ljutomeru in avtor številnih arhitekturnih intervencij: Dom starejših občanov Ljutomer v mestnem parku, Ureditev celotnega športnega parka s kopališčem, Muzej kasačev, stavbo Nujne medicinke pomoči, večkratno preureditev Zdravstvenega doma, arhitekturne intervencije v stavbi Gimnazije, Poslovno stanovanjski objekt Mitra, poslovni objekt na Prešernovi ul. 17, Stanovanjsko poslovni objekt na Prešernovi ulici 24, celotni kare poslovno stanovanjskega objekta na Glavnem trgu od Blagovnice naprej, poslovno stavbo Pošte Slovenije, naselje vrstnih hiš na ulici Ludvika Bratuše, večstanovanjski Filipičev blok, večstanovanjski objekt na Fulneški 7, poslovno stanovanjski kompleks na vogalu Starega trga in Postružnikove ulice, preureditev Miklošičevega trga pred cerkvijo sv. Janeza Krstnika, novo stavbo Karitas na dvorišču župnišča in večkratne intervencije na stavbi župnišča, nadzidavo in ureditev notranjih prostorov stavbe Občine in Upravne enote Ljutomer, večstanovanjska stavba neprofitnih občinskih stanovanj na ulici Ivana Kaučiča in še mnogo privatnih stanovanjskih hiš. Za svoja arhitekturna dela je bil večkrat nagrajen z občinskimi priznanji Občine Ljutomer in državnimi priznanji Zbornice za arhitekturo Slovenije ter Ministrstva za izobraževanje. Arhitekt Štefan Baler in hči Lara Baler (arhitektka) sta avtorja turističnih kompleksov Terme Banovci, Bioterme Mala Nedelja, Sunrise Banovci in številnih drugih projektov v regiji in širše.

## Turizem
Ljutomer leži blizu znanih turističnih središč (Banovci, Radenci, Jeruzalem, Bioterme Mala Nedelja), tudi v samem mestu je v Parku prvega slovenskega tabora Letno kopališče Ljutomer. Hkrati je mesto dobilo novo podobo z obnovo Glavnega trga (2008) in je vredno ogleda. Kot središče Prlekije v mestu deluje tudi Prleško turistično društvo in Prleški študentski klub (vsako leto prijejajo zobl žure) in kasaški klub Ljutomer, ki domuje na znanem ljutomerskem hipodromu, ki leži na severozahodu mesta, v bližini bistveno manjšega stadiona, kjer je doma ljutomerski nogometni klub.
V mestu se nahaja tudi Mestni muzej Ljutomer, ki skriva bogato zbirko iz taborskega gibanja in obdobja NOB na tem območju. V mestni hiši je tudi občinska knjižnica, lokalna turistična organizacija (LTO), slaščičarna Rogljiček in bar Perla. Na glavnem trgu najdete tudi turistično informacijski center (TIC).
Tu organizirajo tudi Grossmannov festival filma in vina.

## Naravne in kulturne znamenitosti
- Gozdni rezervat Jeruzalem leži okoli kilometer severovzhodno od Ljutomera. To je klimaksni bukov gozd, izločen iz gospodarjenja v raziskovalne namene. Geološko podlago sestavljajo pliocenski lapor, glina in prod, ki jih prekrivajo glinasta tla[5].
- Cerkev sv. Janeza Krstnika
- Anina kapela na Starem trgu iz leta 1756.
- Kapela sv. Florjana na Miklošičevem trgu iz leta 1736.
- Seznam enot nepremične kulturne dediščine v Ljutomeru

## Muzeji
- Splošna muzejska zbirka Ljutomera, Zbirka I.slovenskega tabora
- Muzej Ralo, na prostem razstavljeni stroji in orodja
- Muzej Ljutomerski kasač